# 2015年臺灣
|        | 臺灣歷史 \| 台灣歷史年表 |
| 世纪： | 20世纪臺灣 \| 21世纪臺灣 \| 22世纪臺灣 |
| 年代： | 1980年代臺灣 \| 1990年代臺灣 \| 2000年代臺灣 \| 2010年代臺灣 \| 2020年代臺灣 \| 2030年代臺灣 \| 2040年代臺灣                                           |
| 年份： | 2010年臺灣 \| 2011年臺灣 \| 2012年臺灣 \| 2013年臺灣 \| 2014年臺灣 \| 2015年臺灣 \| 2016年臺灣 \| 2017年臺灣 \| 2018年臺灣 \| 2019年臺灣 \| 2020年臺灣 |
| 纪年： | 乙未年（羊年）、中華民國104年 |

## 政府

### 國家正副元首

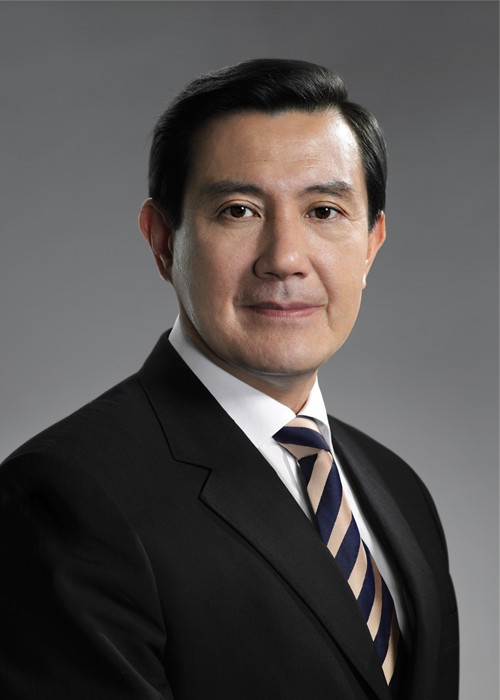
總統：馬英九
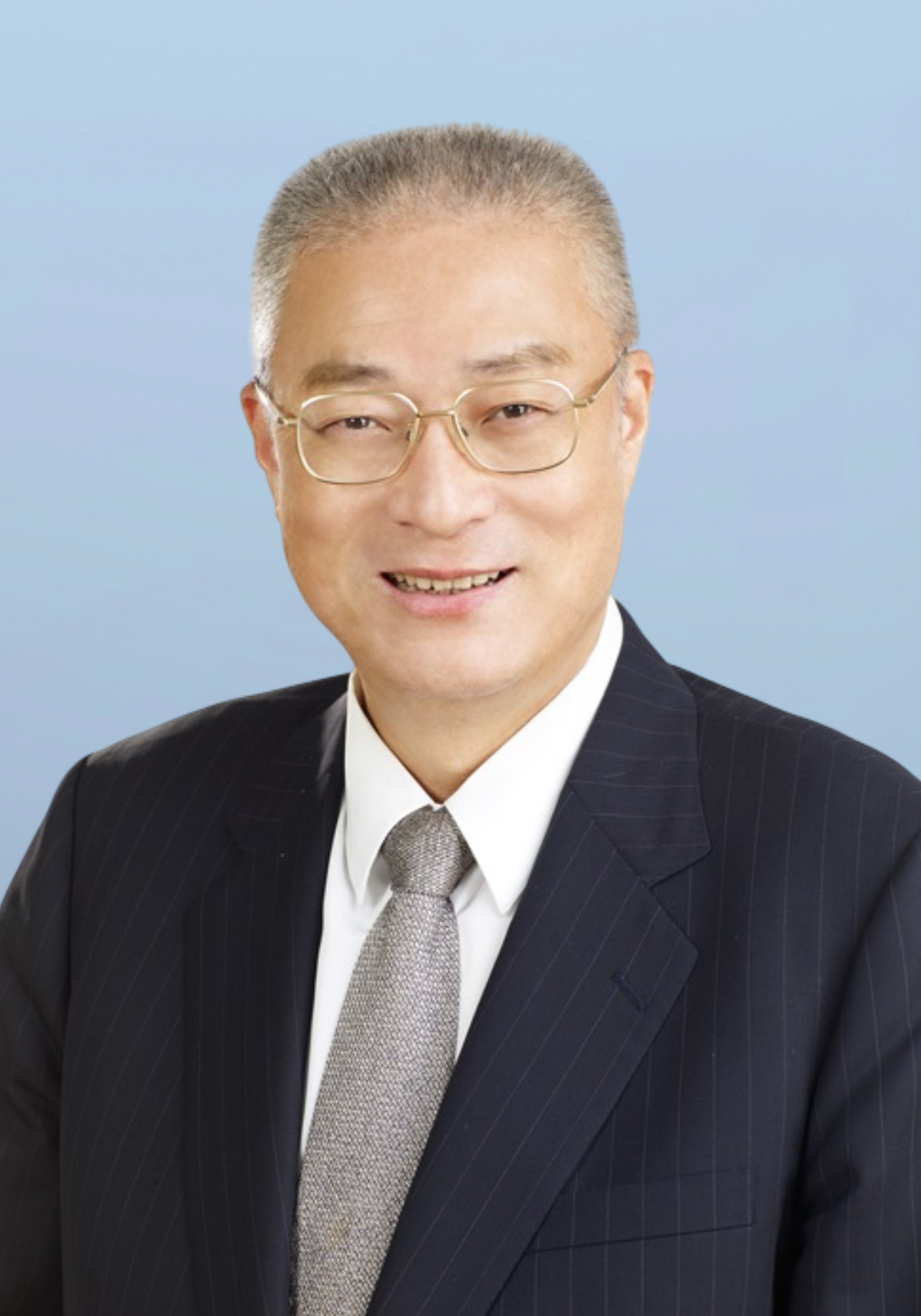
副總統：吳敦義

### 五院首長

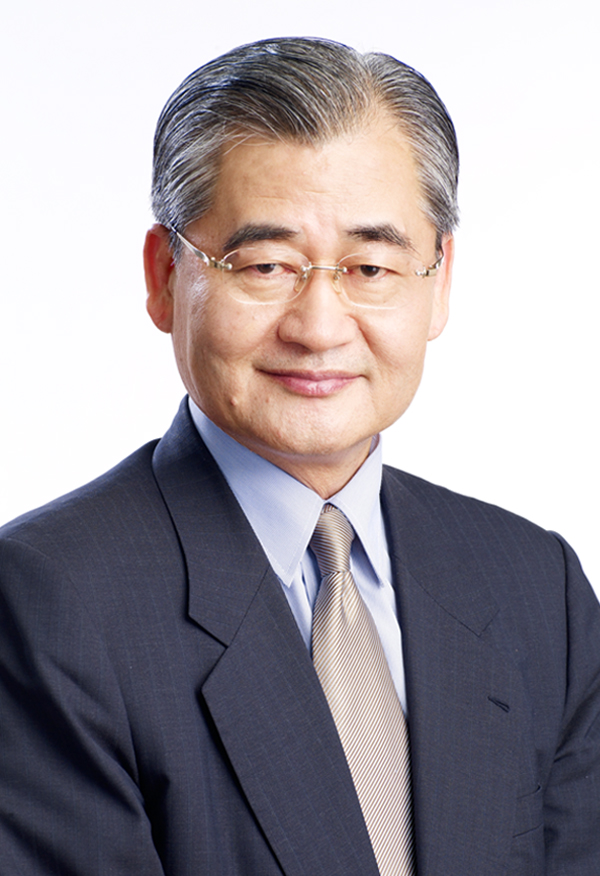
行政院院長：毛治國
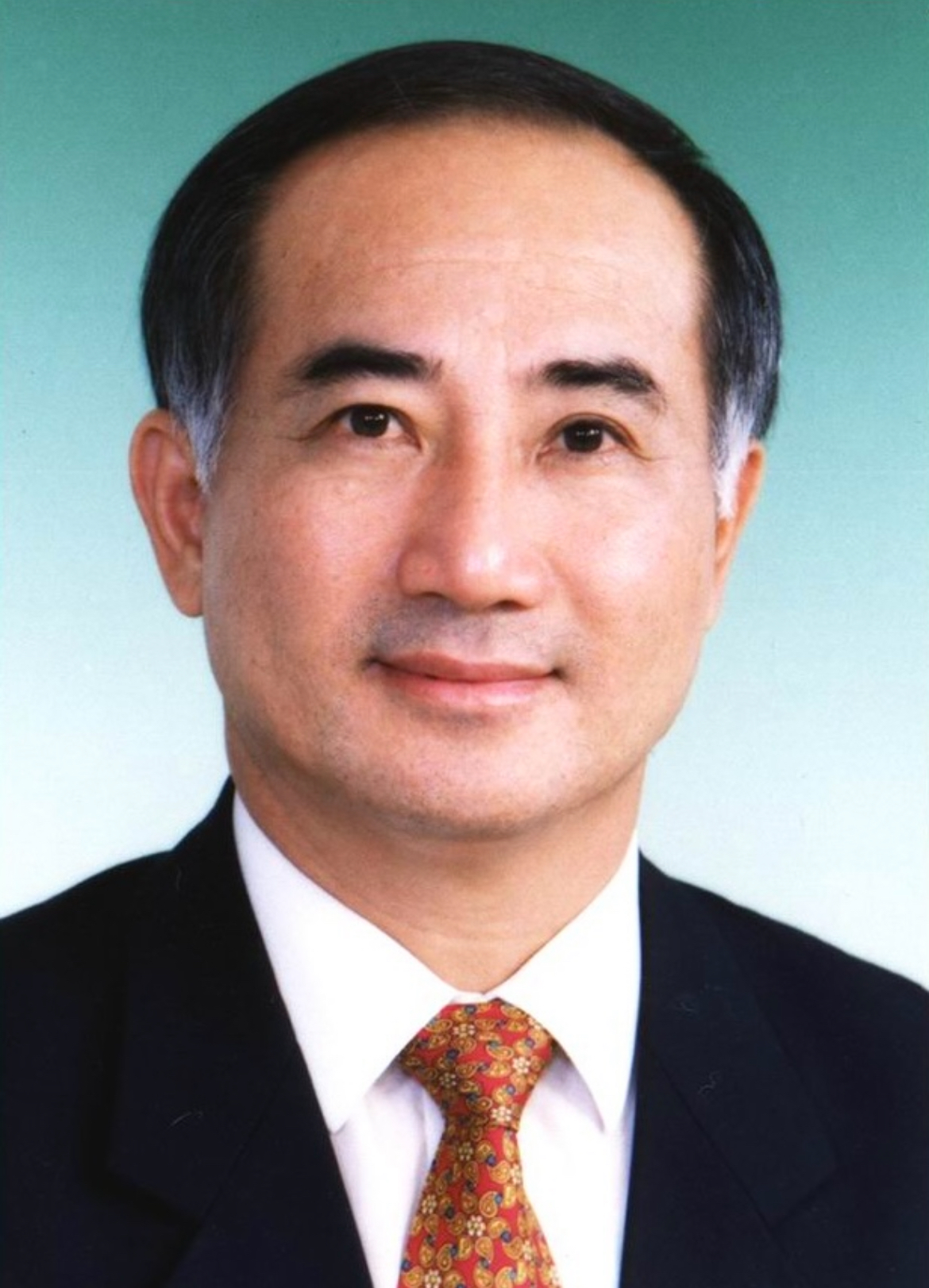
立法院院長：王金平
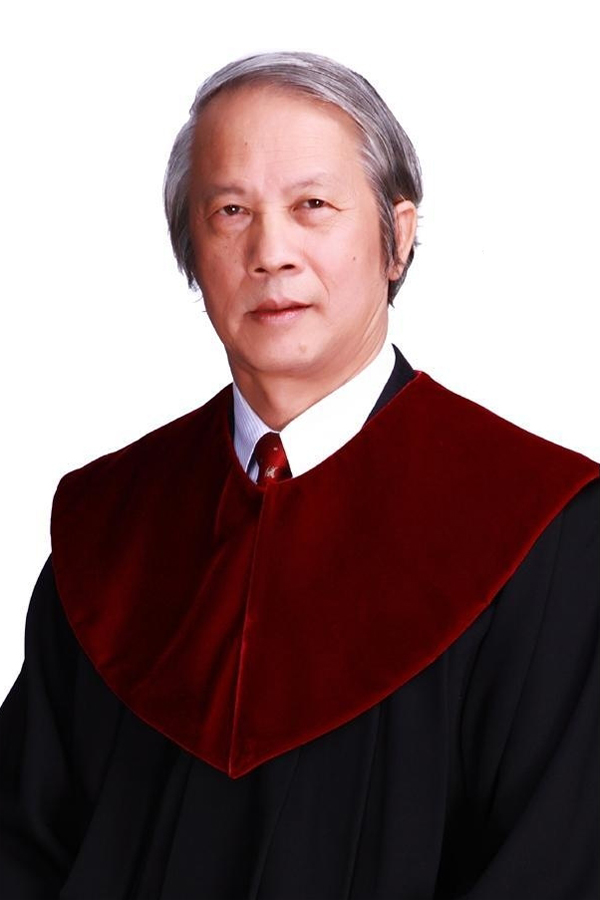
司法院院長：賴浩敏
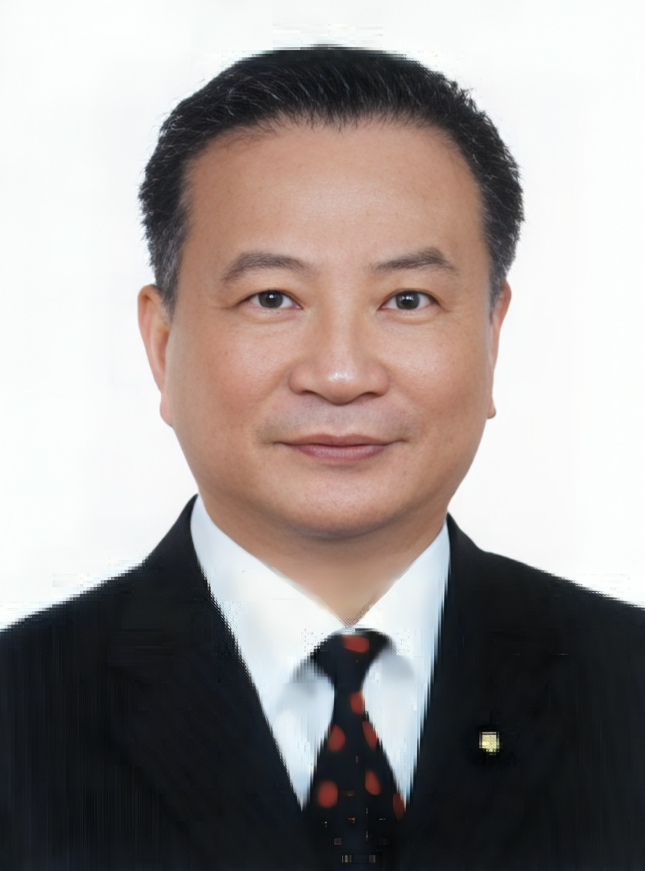
考試院院長：伍錦霖
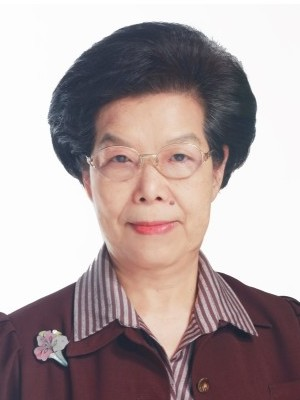
監察院院長：張博雅

### 省政府主席

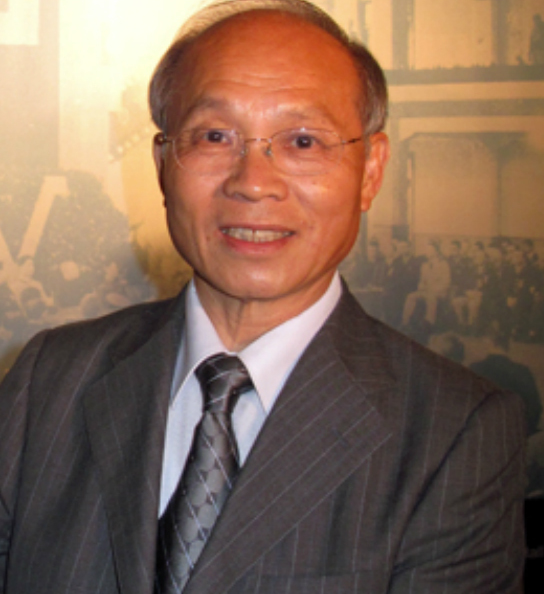
臺灣省政府主席：林政則
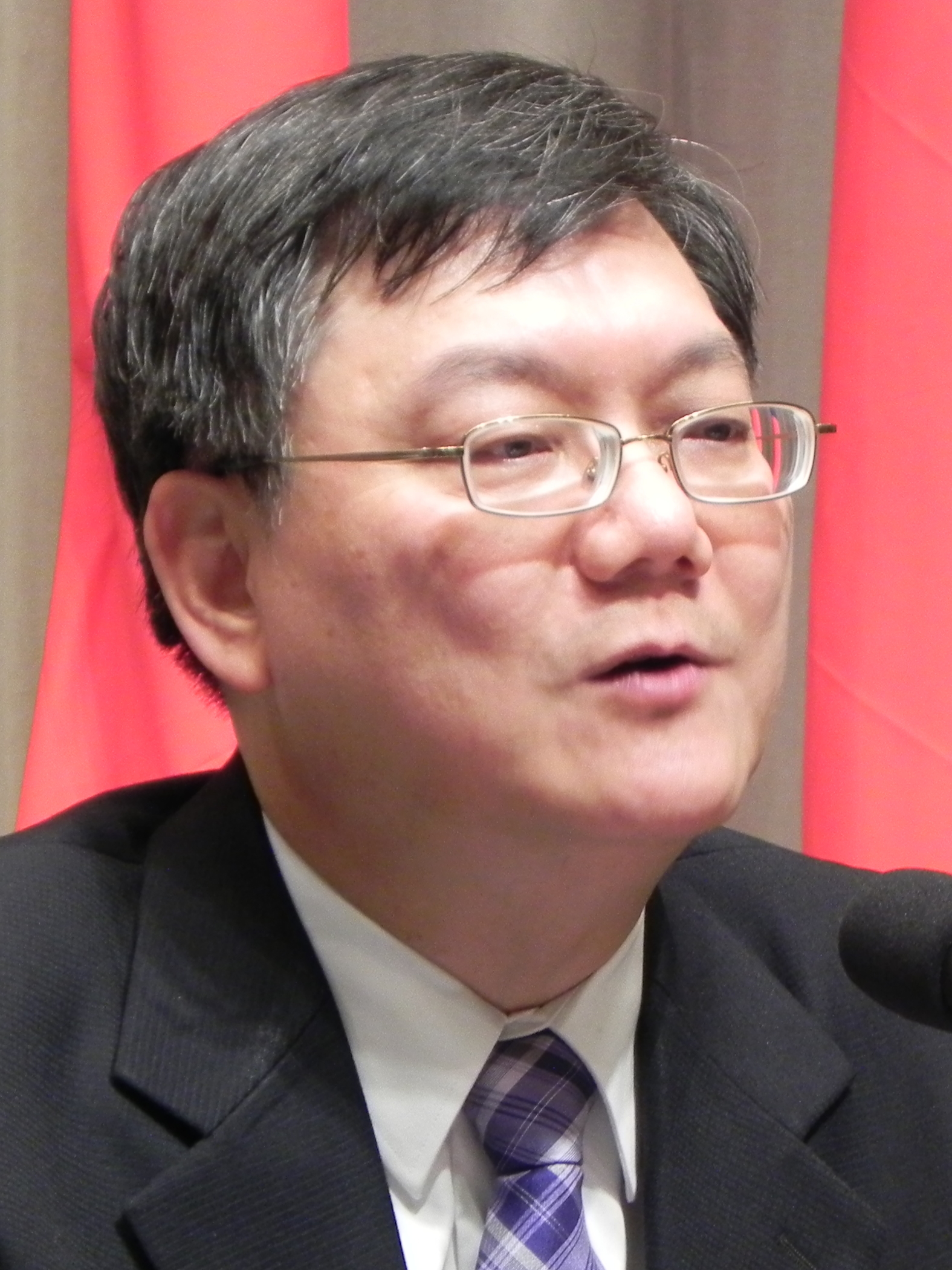
福建省政府主席：杜紫軍

## 大事記
2015年臺灣：1月 - 2月 - 3月 - 4月 - 5月 - 6月 - 7月 - 8月 - 9月 - 10月 - 11月 - 12月
※給編輯者：本章節請與Portal:臺灣/新聞動態同步更新，並附上參考資料。

### 1月
- 1月5日，中華民國法務部核准前總統陳水扁保外就醫[1]
- 1月7日，因高鐵財務改革方案於立法院交通委員會遭否決，交通部部長葉匡時宣布政府將開始準備接管高鐵，並於晚間請辭部長一職，而台灣高速鐵路公司董事長范志強亦跟進辭職[2][3]。
- 1月13日，台北市西門町發生了一起槍殺案。
- 1月19日，臺中清泉崗機場槍擊事件，當事人張坤明奪警槍與警方駁火，最後身中四槍身亡。
- 1月20日，桃園市新屋保齡球館火災，桃園市新屋區1棟3層鐵皮建築的保齡球館發生火警，造成6名警消不幸殉職。
- 1月30日，原任參謀總長高廣圻上將接替嚴明出任國防部部長，此外國防部軍備副部長、陸海空三軍司令（出任者皆為留美將領）、副參謀總長兼執行官等5名上將之人事亦有所調整，現役7上將僅國防大學校長鄭德美上將沒有異動[4][5][6]。

### 2月
- 2月3日，涉及劣質油品事件的頂新製油前董事長魏應充、前總經理常梅峰、現任總經理陳茂嘉、大幸福公司負責人楊振益等4人之延押庭本日召開，臺灣彰化地方法院最終裁定魏應充以新臺幣3億元交保、其餘3人保釋金則維持500萬元不變[7][8]。

- 2月4日，復興航空GE235班機墜毀於基隆河，大陸旅客28死（廈門人為主），全機共43死15傷，亦為復興航空自2014年7月澎湖空難再一次空難[9][10][11]。

- 2月7日，為補足因先前地方首長選舉所造成之立法委員缺額，本日分別於苗栗縣第二選舉區、臺中市第六選舉區、彰化縣第四選舉區、南投縣第二選舉區、屏東縣第三選舉區等5個選區舉行補選，並由徐志榮、黃國書、陳素月、許淑華、莊瑞雄等5人當選[12][13]。
- 2月10日，因涉及臺南市議會議長賄選案，臺灣臺南地方法院裁定李全教、蔡啟新、楊明達、林聰彬等4人羈押、禁見[14][15][16]。
- 2月10日，因參與太陽花運動，林飛帆、陳為廷、黃國昌、蔡丁貴、魏揚、洪崇晏等119人遭臺灣臺北地方法院檢察署起訴[17][18]。
- 2月11日，法務部矯正署高雄監獄發生脅持事件，6名受刑人挾持典獄長、科長等人[19][20]。
- 2月11日，臺灣臺北地方法院審理劣質油品事件，因魏應充在新加坡有居留權，但已經限制出境、出海，冒用他人名義的難度也高，如果能提出相當擔保，就無羈押必要，因此裁定加保現金3億元，人保10億元，由魏應交出面擔保人保 [21]。
- 2月14日，臺北市內湖區、南港區舉行第8屆立法委員（臺北市第四選舉區）蔡正元罷免案投票[22]。
- 2月25日，中國國民黨主席朱立倫於中央常務委員會上宣布，將不委任律師參與由馬英九提出、關於王金平黨籍之訴訟，該案預計將至此終結[23][24]。

### 3月
- 3月6日，犯下臺北捷運隨機殺人事件、造成4死22傷的鄭捷，一審遭新北地方法院判處4個死刑、褫奪公權終身[25][26]。
- 3月14日，2015年廢核遊行於臺北、臺南、高雄等三地舉行，分別有約30,000人、7,000人、13,000人參與，而臺東、澎湖亦有響應之活動[27][28][29][30][31]。
- 3月16日，歷經10年的爭議後，慈濟基金會宣布撤回內湖社會福利專區開發案[32][33][34][35]。
- 3月17日，中央選舉委員會決議第14任中華民國總統、副總統與第9屆立法委員選舉訂於2016年1月16日舉行[36][37][38]。
- 3月20日，涉及合宜住宅弊案的葉世文、趙藤雄、魏春雄、蔡仁惠等4人一審被臺北地方法院判決有罪，其中葉遭判處19年有期徒刑併科罰金3,317萬元，而趙則獲判4年6月有期徒刑併科罰金90萬元[39][40][41]。
- 3月24日，食品藥物管理署公布283項由福島等5縣生產的食品遭偽造不實標籤進口且已流入市面，而食藥署也因知情近月卻未立即公布遭到批評[42][43][44]。
- 3月29日，陸軍航空特戰指揮部中校副隊長勞乃成違規帶包含非本國籍人士在內的26人進入營區參觀阿帕契直升機，事後共18名中高階軍官因此事受懲處，同時勞也被移送法辦[45][46][47][48]。
- 3月31日，出於對政府處理加入亞洲基礎設施投資銀行之過程不滿，包含黑色島國青年陣線在內的多個學生團體聚集於總統府前抗議，提出「拒絕主權矮化」、「提出實質評估」、「程序公開透明，凝聚社會共識」、「民意基礎不足，停止政經整併」等4點訴求[49][50][51][52]。

### 4月
- 4月1日，美國海軍陸戰隊的兩架F-18戰鬥機降落台南機場維修[53][54]。
- 4月10日，臺中捷運綠線工程17時許發生鋼樑墜落事故，致4死4傷[55][56][57]。
- 4月17日，臺灣臺北地方法院一審判決RCA和湯姆笙公司（法语：Technicolor (entreprise française)）需賠償RCA汙染案受害員工新臺幣5億6455萬元[58][59][60][61][62]。

### 5月
- 5月20日，臺北市政府晚間發布新聞稿，表示遠雄巨蛋公司涉及違反《建築法》第58條，故發函要求臺北大巨蛋停工並提出改善計畫[63][64][65][66]。
- 5月29日，臺北市北投區之文化國小校內發生殺人事件[67][68][69]。

### 6月
- 6月5日，經法務部部長羅瑩雪批准後，王秀昉、鄭金文、曹添壽、黃主旺、王俊欽、王裕隆等6名死刑犯傍晚分別於臺北、臺中、臺南、高雄執行槍決[70]。

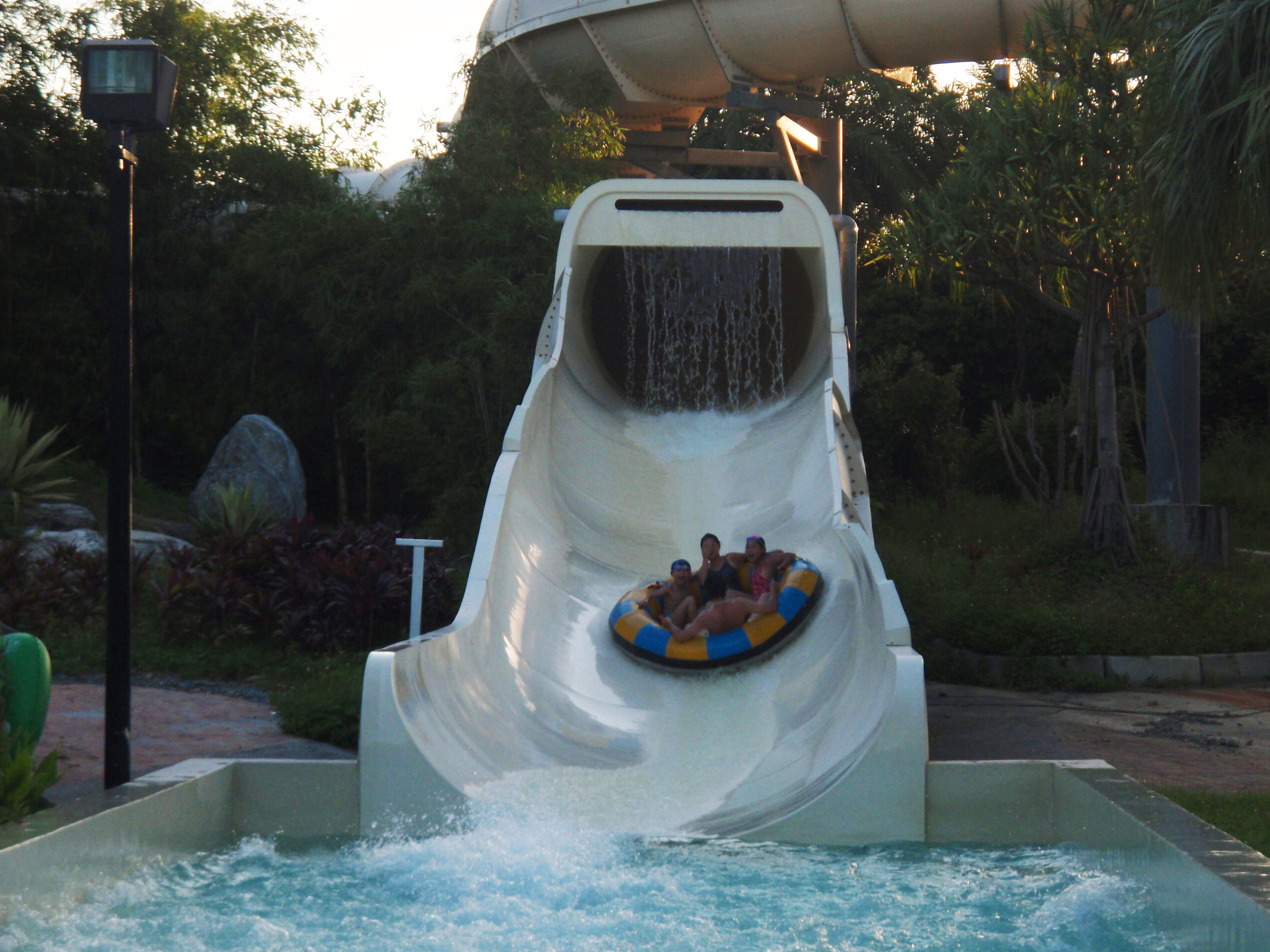
新北八仙樂園一個由泳池改裝而成的派對場所發生臺灣自九二一大地震後，16年來最多人受傷的災難，舞台上的投射燈箱被噴入粉塵，引發火災，引燃場內粉塵，大批年青參與者從火海中倉皇逃生，造成15死484傷，不少人被嚴重燒灼傷，最高峰時曾有200多名傷者命懸一線，多人需植皮或倚賴維生儀器呼吸，使臺灣醫護界疲於奔命，資源緊張，圖為八仙樂園滑水道

- 6月27日，新北市八仙水上樂園發生派對粉塵爆炸事故，12命危400傷。[72]
- 6月27日，第26屆金曲獎在台北小巨蛋舉行頒獎典禮[73]。

### 7月
- 7月6日，臺北捷運板南線自永寧站延伸至頂埔站。
- 7月21日，陸軍上將李翔宙以「健康因素」為由請辭國家安全局局長一職獲准，原職由備役中將楊國強接任。[74][75]
- 7月23日，因出於對當局態度的不滿，反對課綱微調案的學生團體晚間攻入教育部大樓，大樓外群眾則高喊「反對洗腦課綱」、「撤回課綱」、「正面回應」等訴求聲援此次行動。[76][77][78]
- 7月30日，前新北市副市長許志堅因涉嫌收賄而遭臺灣臺北地方法院裁定收押禁見。[79][80][81]
- 7月30日，反高中課綱微調運動參與者林冠華自殺，尋短原因可能與此次學生運動有關。[82][83][84]
- 7月30日，參與反高中課綱微調運動的群眾深夜先後攻入立法院及教育部正門廣場，提出「立法院立即召開臨時會」、「立法委員連署廢除課綱」、「教育部部長吳思華下臺」等數項要求。[85][86][87]

### 8月
- 8月4日，臺南市市長賴清德因違反《地方制度法》關於權力分立之相關規定而受監察院彈劾。[88][89][90]
- 8月7日，國中教師林明慧因於323佔領行政院事件中遭警方毆傷，故於日前對行政院、內政部警政署、臺北市政府、臺北市政府警察局等單位提出國家賠償聲請，而臺灣臺北地方法院下午判決臺北市政府須賠償新臺幣30萬元，對此臺北市政府將不再上訴。[91][92][93]
- 8月8日，蘇迪勒颱風襲台，當日4時40分左右中心由花蓮秀林鄉登陸，11時在雲林縣臺西鄉出海。中央氣象局五分山雷達氣象站雷達罩被強風摧毀。[94]
- 8月24日，台股股災，盤中指數一度大跌583.85點，跌幅逼近7.5%，創下台股有史以來跌幅、跌點最大記錄。上一最大跌點是出現在2008年1月22日，盤中一度大跌543.45點。[95]

### 9月
- 9月1日，臺灣高等法院認定證人陳憶隆證詞矛盾且欠缺補強證據，同時檢方之其他舉證亦無法證明徐自強為共同正犯，故基於無罪推定原則判決其無罪。[96][97][98][99]
- 9月10日，大安工研食品的「工研烏酢」等11項產品，因代工廠商涉及將不良品回收製成新品之醜聞，而遭食品藥物管理署要求下架。[100][101][102]
- 9月15日，因無法於法定期限內獲得足夠連署書，施明德宣布退出2016年中華民國總統選舉。[103][104][105]
- 9月18日，一艘基隆籍漁船於桃園外海遭貨輪撞擊而翻覆，造成4人死亡、5人失蹤。[106][107][108]
- 9月22日，一架空軍官校AT-3 0851教練機，上午11時55分起飛執行例行訓練，12時25分於南投縣信義鄉馬博拉斯山附近因不明原因失去聯繫，軍方動員空、陸軍部隊全力搜救。[109][110][111]
- 9月22日，酷朋旗下的台灣酷朋，宣布停止在台營運。[112][113]
- 9月28日，杜鵑颱風襲台，當日17時40分左右中心由宜蘭縣南澳鄉登陸，29日1時於彰化縣芳苑鄉出海。台北陽明山國家公園的鞍部氣象站測得最大陣風每秒54.5米風速，創下氣象站設立78年以來陣風紀錄新高。[114]

### 10月
- 10月17日，國民黨召開臨時全國代表大會，以出席891位中812位贊成的比數，廢止提名立法院副院長洪秀柱參選總統，並同時徵召黨主席兼新北市長朱立倫出馬參選。[115][116]

### 11月
- 11月1日，台灣中油公司主要煉油廠之一、曾因擴建計畫引發28年抗爭的高雄煉油廠，自本日起停止運作，未來將進行土壤及地下水汙染整治。[117][118][119]
- 11月3日，總統府在晚間、以及中华人民共和国国务院台辦在隔日向媒體證實，總統馬英九將於11月7日在新加坡與中共中央總書記兼中华人民共和国主席習近平舉行兩岸領導人會面，為海峽兩岸分治以來首次國家領導人會晤。[120][121][122][123][124]
- 11月8日至21日，臺灣與日本共同舉辦2015年世界棒球12強賽。
- 11月19日，外交部公布臺灣與菲律賓已於11月5日簽署《臺菲有關促進漁業事務執法合作協定》。[125][126]
- 11月26日，亞東關係協會與日本交流協會代表臺灣與日本兩國於第40屆台日經濟貿易會議閉幕後共同簽署「避免雙重課稅協定」、「競爭法適用備忘錄」及「災防交流合作備忘錄」等三項文件。[127][128]
- 11月27日，2016年總統及立委選舉登記截止，共有三組候選人參選總統和副總統，26個政黨與558位候選人參選立法委員。[129]
- 11月29日，八仙樂園彩色派對火災增至15人喪生。[71]

### 12月
- 12月25日，涉及合宜住宅弊案的趙藤雄遭臺灣高等法院判處有期徒刑2年、併科罰金新臺幣140萬元、褫奪公權2年，同時獲緩刑5年並須向公庫支付2億元，不得上訴。[130][131][132][133]

## 節日與主題
以下列出2015年與臺灣社會相關的重大事件、節日及活動。

### 1月
- 1月1日：元旦，中華民國開國紀念日，台北101跨年煙火表演
- 1月20日：中小學103學年度第一學期結束
- 1月21日─1月27日：103學年度第二學期第一周（因應寒假和農曆春節年假合併連放因素，第二學期第一、二周提前上課）
- 1月28日─2月23日：中小學103學年度寒假

### 2月
- 2月4日：立春
- 2月14日：西洋情人節
- 2月18日：除夕（中華傳統節日）
- 2月19日：農曆新年
- 2月20日：回娘家
- 2月22日：迎財神
- 2月24日：中小學開學，103學年度第二學期第三周開始
- 2月27日：天公生
- 2月27日─3月15日：台中2015年臺灣燈會
- 2月28日：和平紀念日

### 3月
- 3月5日：元宵節
- 3月8日：婦女節
- 3月12日：植樹節
- 3月14日：白色情人節
- 3月15日：台中2015年臺灣燈會結束
- 3月29日：青年節

### 4月
- 4月4日：兒童節
- 4月5日：清明節

### 5月
- 5月1日：勞動節
- 5月6日：立夏
- 5月10日：母親節
- 5月11日：媽祖生

### 6月
- 6月20日：端午節
- 6月22日：夏至

### 7月
- 7月1日─7月3日：103學年度指定科目考試
- 7月1日：中小學暑假開始

### 8月
- 8月1日：原住民族日
- 8月8日：父親節
- 8月20日：七夕
- 8月28日：中元節
- 8月31日：中小學104學年度第一學期開學

### 9月
- 9月3日：軍人節
- 9月27日：中秋節
- 9月28日：教師節

### 10月
- 10月10日：國慶日、國慶煙火
- 10月21日：重陽節
- 10月25日：臺灣光復節

### 11月
- 11月12日：國父誕辰紀念日
- 11月26日：下元節

### 12月
- 12月22日：冬至
- 12月25日：行憲紀念日、聖誕節
- 12月31日：全台各地跨年

## 出生
参见： 2015年出生
- 10月15日——黃歆庭：演員。

## 逝世

### 1月
- 1月5日：屠仲生，65歲，遠雄人壽保險董事長。癌症[134]。
- 1月8日：雷學明，86歲，中華民國海軍中將，前立委雷倩之父[135]。
- 1月8日：胡立成，75歲，長期與香港演員吳孟達配合的資深配音員。病逝[136]。
- 1月8日：蔡一紅，68歲，資深歌手，有卜派歌后之稱[137]。
- 1月10日：沈祖湜，90歲，中華民國駐美代表沈呂巡的父親[138]。
- 1月12日：林小霞，64歲，台日混血藝人川島茉樹代（Makiyo）的母親，癌症病逝[139]。
- 1月13日：施寄青，68歲，女性作家、女性運動人士[140]。
- 1月13日：段彩華，82歲，作家，心肌梗塞[141]。
- 1月17日：江凌青，31歲，電影研究者暨藝術評論者、小說家、藝術家。大腦血管阻塞而於睡夢中逝世[142]。
- 1月18日：陳大豐，51歲，旅日職棒選手，因急性骨髓性白血病，病逝於日本名古屋醫院[143]。
- 1月18日：賴碧霞，83歲，客家山歌研究、保存及推廣者，有「客家歌后」之稱[144]。
- 1月20日：陳鳳翔，26歲，桃園市消防局永安分隊隊員，新屋區中興北路亞洲保齡球館火災殉職。
- 1月20日：陳彥茗，22歲，桃園市消防局永安分隊隊員，新屋區中興北路亞洲保齡球館火災殉職。
- 1月20日：蔡長融，21歲，桃園市消防局永安分隊隊員，新屋區中興北路亞洲保齡球館火災殉職。
- 1月20日：張桂彰，22歲，桃園市消防局觀音分隊隊員，新屋區中興北路亞洲保齡球館火災殉職。
- 1月20日：曾重仁，27歲，桃園市消防局新屋分隊隊員，新屋區中興北路亞洲保齡球館火災殉職。
- 1月20日：謝君杰，29歲，桃園市消防局草漯分隊隊員，新屋區中興北路亞洲保齡球館火災殉職[145]。
- 1月20日：汪傳浦，87歲，軍火仲介商人，病逝於英國倫敦[146]。
- 1月21日：陳舜臣，90歲，知名在日台灣人作家[147]。

### 2月
- 2月1日：倪再沁，60歲，藝術家[148]。
- 2月4日：莊淑旂，95歲，台灣第一位女中醫師，被譽為「防癌教母」之稱的醫學博士[149]。
- 2月9日：王昭明，91歲，前行政院秘書長[150]。
- 2月13日：莊朱玉女，96歲，愛心人士[151]。
- 2月15日：林玉嘉，100歲，企業家、台灣玻璃公司創辦人[152]。
- 2月15日：王宣一，59歲，美食作家、PChome Online創辦人詹宏志的妻子，心臟病[153]。
- 2月24日：蕭泰然，78歲，音樂家，有「臺灣的拉赫曼尼諾夫」之稱，病逝[154]。

### 3月
- 3月3日：陳進興，53歲，作曲家，知名作品《掌聲響起》等[155]。
- 3月3日：韓良露，56歲，作家、美食家，子宮癌[156]。
- 3月6日：翁大銘，65歲，台灣商界與股市聞人、華隆集團前負責人[157]。
- 3月15日：張春申，86歲，神父，曾任耶穌會中華省會長、輔仁聖博敏神學院院長[158]。
- 3月16日：江木吉，82歲，前行政院院長江宜樺生父。病逝[159]。
- 3月18日：蔣仲苓，93歲，中華民國前國防部長、總統府參軍長與陸軍總司令。心臟衰竭[160]。
- 3月26日：洪綺玲，60歲，合唱指揮家[161]。
- 3月27日：王玨，96歲，演員。曾榮獲第18屆金馬獎最佳男配角及第46屆金馬獎特別貢獻獎[162]。
- 3月29日：朱耀沂，83歲，昆蟲學家、國立台灣大學名譽教授[163]。

### 4月
- 4月6日：楊奉琛，60歲，當代知名雕塑家，已故著名雕塑家楊英風長子[164]。
- 4月6日：方賢齊，103歲，聯華電子首任董事長，臺灣電子電信資訊半導體產業的重要推手[165]。
- 4月9日：錢存訓，105歲，美籍華裔漢學家[166]。
- 4月9日：郭廷才，80歲，前立法委員，癌症[167]。
- 4月10日：黃元昌，84歲，基隆市議會前議長黃景泰之父[168]。
- 4月13日：林登讚，67歲，前新北市政府文化局局長、前市政顧問[169]。
- 4月20日：黃永川，72歲，曾任國立歷史博物館館長[170]。
- 4月21日：楊又穎，24歲，本名彭馨逸，藝人，自殺身亡[171]。

### 5月
- 5月2日：馬水龍，76歲，音樂家，曾獲得第15屆金曲獎特別貢獻獎[172]。
- 5月20日：廖偉志，66歲，企業家、微風集團董事長[173]。
- 5月：涂南山，約90歲，翻譯家、臺灣白色恐怖受難者、臺灣獨立運動參與者。[174]

### 6月
- 6月1日：安鈞璨，31歲，藝人，偶像團體「可米小子」成員，因肝癌而離世[175]。
- 6月5日：死刑犯槍決：黃主旺（57歲）、王裕隆（46歲）、曹添壽（60歲）、鄭金文（52歲）、王秀昉（53歲）、王俊欽（40歲）[176]。
- 6月8日：梅心怡（英語：Lynn Miles），72歲，美國人，台灣人權工作者[177]。
- 6月14日：嚴秀峰，95歲，台籍抗日將軍李友邦遺孀。
- 6月21日：曾中明，60歲，中華民國衛生福利部政務次長。
- 6月24日：李正中，108歲，李濤之父，李艷秋的公公。定居美國，中華民國戰略學會副理事長。

### 7月
- 7月2日：章青駒，67歲，企業家、世界先進董事長、工業技術研究院院士。
- 7月18日: 楊可涵，27歲，演員，自殺事發12天後不治身亡。

### 8月
- 8月27日：陳弘耀，51歲，漫畫家、《一刀傳》作者。
- 8月29日：羅蘭，96歲，本名靳佩芬，女性廣播主持人、作家。

### 9月
- 9月18日：黃錫嘉，58歲，無黨籍台中市第三選區（烏日、大肚、龍井）市議員，病逝。

### 11月
- 11月5日：柳青，72歲，本名張春美，歌仔戲小生，心臟病。
- 11月28日：林榮三，76歲，自由時報創辦人，因腫瘤併發心肺衰竭而病逝。

### 12月
- 12月6日：吳德美，69歲，曾任中華民國立法委員。
- 12月6日：柯俊雄，70歲，男演員，肺癌病逝。
- 12月7日：王甲乙，89歲，曾任司法行政部政務次長、行政法院院長、司法院秘書長，於1993年獲總統李登輝提名成為第一位臺灣人最高法院院長。
- 12月15日：黃正男，75歲，民進黨嘉義市黨部主委。
- 12月20日：林孝信，71歲，《科學月刊》創辦人。
- 12月22日：徐佳士，95歲，新聞傳播學者、國立政治大學新聞系退休教授。
- 12月23日：鄒少官，40歲，演員。
- 12月29日：王廣亞，93歲，教育家。